# Gmina Härryda
Gmina Härryda (szw. Härryda kommun) – gmina w Szwecji, w regionie Västra Götaland, z siedzibą w Mölnlycke.
Pod względem zaludnienia Härryda jest 74. gminą w Szwecji. Zamieszkuje ją 31 676 osób, z czego 49,83% to kobiety (15 784) i 50,17% to mężczyźni (15 892). W gminie zameldowanych jest 1374 cudzoziemców. Na każdy kilometr kwadratowy przypada 118 mieszkańców. Pod względem wielkości gmina zajmuje 233. miejsce.